# هيلانة سيداروس
هيلانة سيداروس (1904 – 1998)، أول طبيبة مصرية. ولدت في طنطا في محافظة الغربية عام 1904. بعد دراستها الابتدائية التحقت بالقسم الداخلي بمدرسة السنية للبنات بالقاهرة وبعدها بكلية إعداد المعلمات. في نهاية السنة الثانية تم إرسالها في بعثة إلى لندن سنة 1922 للتخصص في الرياضيات. تعد هي وزينب كامل حسن من أوائل الدارسات بإنجلترا. التحقت بمدرسة لندن الطبية لتدرس الطب مع خمس مصريات أخريات. أصبحت طبيبة مؤهلة عام 1930 وعادت لمصر لتعمل في مستشفى كتشنر ولتصبح أول طبيبة مصرية. افتتحت عيادة خاصة بها وقامت بالتوليد وإجراء العمليات الجراحية بالمستشفى القبطي. استمرت في عملها حتى تجاوزت السبعين من عمرها فاستقالت وتفرغت لكتابة قصص مترجمة للأطفال.

## سيرة ذاتية
د. هيلانة سيداروس شخصية مصرية أضاءت مسرح الأحداث في الثلث الأول من القرن العشرين وأثرت بصدق في مجرى الأمور واستطاعت بإرادة جديدة أن تحرك القوى الكامنة لدى الناس وساهمت بوعى وفكر مستنير في إطلاق طاقتهم المبدعة.

## نشأتها وتعليمها
ولُدت هيلانة بمدينة طنطا في 13 يناير 1904 في تلك الفترة كان تعليم الفتيات قاصراً حتى السنة الثالثة الابتدائية فقط، غير مصرح لهن بالتقدم إلى الامتحانات العامة ولا حتى شهادة إتمام الدراسة الابتدائية، كان قيادتهن للسيارات أمر يثير الدهشة والاستغراب وغير مألوف، هذا بالإضافة إلى أن المهنة الوحيدة التي كانت متاحة للمرأة هي مهنة التدريس!! فبالإضافة إلى كل هذه القيود – التي كانت هي سمات تلك الفترة – فإن هيلانة كانت طفلة ضعيفة البنية فلم تتمكن من الذهاب إلى المدرسة في السن المقررة لذلك التحقت بكلية البنات القبطية وهي في الثامنة من عمرها. كانت تحلم بأن تكون طبيبة!! لتعالج المرضى وتخفف عنهم آلامهم على الرغم من أن ظروفها في ذلك الوقت لم تكن تنبئ بذلك.

## كلية البنات القبطية
في مساء السبت 23 أكتوبر 1909 عقدت جمعية الوفيق بمقرها اجتماعاً عاماً حضرة إلى جانب أعضائها عدد كبير من أهل الرأى والفكر لإنشاء كلية للبنات. والهدف الأول من إنشاء هذه الكلية هو أعداد جيل جديد من الفتيات القبطيات – أول ما يلقن لهن هو تاريخ مصر وان تصوغ قلوب طالباتها وأخلاقهن في القالب الاجتماعى القائم على حب العلم والوطن والفضيلة – وإن تكون تربية الفتاة القبطية تربية راقية تضعها في مصاف البنات الأجنبيات – ولم يكن للعائلات القبطية من سبيل للوصول إلى هذا الهدف سوى عدد قليل من مدارس الارساليات الأجنبية.
أنبثق عن هذا الاجتماع لجنة فنية أكدت على ضرورة الاهتمام بتاريخ مصر، تاريخ الكنيسة القبطية، مبادئ الديانة المسيحية واللغة القبطية والأخلاق. نظراً لتفوقها في دراستها وتمتعها بذكاء شديد أرسلها والدها للالتحاق بالقسم الداخلي بمدرسة السينية بالقاهرة ثم التحقت بعد ذلك بكلية إعداد المعلمات إذ لم يكن أمامها اختيار آخر سوى هذا الطريق. كانت مدة الدراسة بهذه الكلية أربع سنوات، وكانت جميع التلميذات يقمن بالقسم الداخلي كما كان التعليم مجانى. في تلك الكلية كانت ناظرة المدرسة والمدرسات جميعهن إنجليزيات باستثناء مدرس اللغة العربية فقد كان شيخاً يرتدى الزى الأزهرى.
بعد أن أنهت دراستها بالسنة الثانية بكلية إعداد المعلمات تم ترشيحها على بعثة حكومية للسفر إلى إنجلترا لدراسة الرياضيات!! وذلك نظراً لتوفقها في هذا العلم. فرحت جدا هيلانة بهذا الترشيح كما أن أسرتها وافقتها على السفر لما توسمت فيها من نبوغ وعبقرية في التفكير الرياضي.

## من الرياضيات إلى الطب
سافرت هيلانة إلى إنجلترا لدراسة الرياضيات وبعد فترة من بداية دراستها علمت أن الدراسة ستقتصر على ما يعادل شهادة إتمام الدراسة الثانوية في مصر وفي نهاية الدراسة ستحصل على حطاب يحدد تخصصها!! غضبت هيلانة لهذا الأمر وسارعت بإرسال خطاب إلى المستشار الثقافى (أو الملحق الثقافي كما كان يطلق علية في ذلك الوقت) بالسفارة المصرية بلندن تطلب فيه موافقته على رغبتها في العودة إلى مصر لاستكمال دراستها هناك. وحدث أنة بعد مضى أسبوع من إرسال خطابها هذا حضر السيد المستشار الثقافى إلى المدرسة بلندن – التي كانت تدرس بها – وطلب مقابلتها وقدم لها عرضاً لدراسة الطب وكان قد تأسست في مصر في ذلك الوقت جمعية كيتشنر Kitchner التذكارية بهدف إقامة مستشفى للمرضى من النساء فقط وعلى أن تتولى إدارتها طبيبات مصريات فقط ولهذا تقرر تدريب فريق من الطالبات المصريات بإنجلترا وقد أخُتيرت هيلانة واحدة من أعضاء هذا الفريق.وافقت هيلانة على هذا الترشيح الجديد كما وافقت أسرتها أيضاً. وبعد أن اجتازت هيلانة الامتحان النهائي للمرحلة الثانوية بإنجلترا التحقت بمدرسة لندن الطبية للنساء مع خمس مصريات أخرى ات – كان ذلك عام 1922. كان تقدمها لدراسة الطب في إنجلترا سبب دهشة الأساتذة الإنجليز. ولأنهم أشفقوا عليها من مشقة دراسة الطب عرضوا عليها أن تتخصص في مجال التعليم في رياض الأطفال!! لكنها رفضت بإصرار وقبلت التحدى بدراسة الطب.
كانت الاسابيع الأولى من دراستها في الطب، شاقة للغاية إذ كانت مادة التشريح تسبب لها آلاماً وضيقاً. لكن بعد فترة تقبلت نوعية الدراسة في الطب واجتازت فترة الدراسة بنجاح وتفوق وفي عام 1929 أصبحت طبيبة مؤهلة لممارسة مهنة الطب وهي تبلغ من العمر 25 عاماً.
عادت هيلانة إلى مصر عام 1930 ومعها شهادة الطب والتوليد من الكلية الملكية البريطانية والتحقت للعمل بمستشفى كيتشنر بالقاهرة. في ذلك الوقت كانت الطبيبة المقيمة بالمستشفى إنجليزية وبعد أن عادت إلى وطنها شغلت د. هيلانة مكانها بكفاءة.
في عام 1935 بعد أن انتهت الفترة الإلزامية التي ينبغى أن تقضيها في المستشفى، عرض عليها د. على بك فؤاد العمل في رعاية الطفولة مع فتح عيادة. وتذكر د. سلمى جلال، أن الدكتور عبد الله الكاتب شجعها وعاونها على فتح عيادتها في باب اللوق بالقاهرة وفي نفس الوقت كانت تقوم بعمليات الجراحة والتوليد بالمستشفى القبطى بالقاهرة بناء على طلب من الدكتور نجيب باشا محفوظ – رائد علم أمراض النساء والتوليد بمصر. كان من بين آلاف الأطفال الذين ولدوا على يديها الأستاذ الدكتور طارق علي حسن نجل صديقتها الرائدة في علم الكيمياء الدكتورة «زينب كامل حسن».
في كثير من الأحيان كان يتم استدعائها – في منتصف الليل – لمساعدة سيدة على وشك الولادة، فكانت تقود سيارتها الخاصة بنفسها – في وسط دهشة المارة – وتذهب لمقر إقامة السيدة للوقوف بجانبها. لذلك كانت ترى الطب مهنة صعبة تحتاج إلى تضحيات كثيرة وانه بدون الرغبة الشديدة في دراسة الطب يصعب الاستمرار فيها.

## في العمل الوطني
عندما قامت ثورة 1919 شاركت هيلانة وهي أبنه الخامسة عشرة من العمر في المظاهرات التي قادتها بعض الفتيات والسيدات في ذلك الوقت، استمرت في المشاركة في الكفاح الوطني للمرأة المصرية ضد الاحتلال الإنجليزى. كانت تتردد على منزل سعد زغلول الذي عُرف باسم «بيت الأمة»، حيث كانت تشارك في اجتماعات الحركة النسائية بقيادة السيدة صفية زغلول من أجل مناهضة الاحتلال الأجنبي ومقاطعة البضائع الإنجليزية ثم انضمت إلى جمعية هدى شعراوي.

## في العمل الاجتماعى
بعد أن تجاوزت السبعين من عمرها رأت انه ليس من الصالح لمرضها أن تستمر في العمل إذ أن الشيخوخة كانت قد أدركتها فأستقالت من عملها وانضمت إلى الجمعية الخيرية القبطية للعمل الاجتماعي. تلك الجمعية التي اهتمت بإنشاء المستشفى القبطى بالقاهرة كأول مستشفى وطنية في مصر وذلك بغرض توفير مكان لإقامة المرضى المصريين وقد تم افتتحاها عام 1926. بعد ذلك بعدة سنوات بدأت تظهر مستشفيات وطنية أخرى بالقاهرة والإسكندرية مثل مستشفى المواساة بالإسكندرية والمستشفى القبطى بالإسكندرية ومستشفى الجمعية الخيرية الإسلامية بالعجوزة... الخ.
في فترة عملها بالجمعية الخيرية القبطية اهتمت بترجمة العديد من الكتب للأطفال ومشاهير الرجال. كانت في الفترة الأخيرة من حياتها تعيش في شيخوخة صالحة، بعد أن خدمت الوطن بصفة خاصة والإنسانية بصفة عامة بأمانة كاملة.

## وفاتها
توفيت في صباح الخميس 15 أكتوبر 1998.